# Dissoziation (Chemie)
Unter Dissoziation (von lateinisch dissociare „trennen“) versteht man in der Chemie den angeregten oder selbsttätig ablaufenden Vorgang der Teilung einer chemischen Verbindung in zwei oder mehrere Moleküle, Atome, Radikale oder Ionen. Als Maß für die Dissoziation wird der Dissoziationsgrad oder die Dissoziationskonstante verwendet. Der Dissoziationsgrad gibt das Verhältnis der dissoziierten Teilchen zur formalen Anfangskonzentration der undissoziierten chemischen Verbindung an. Die Dissoziationsenergie ist die Energie, die notwendig ist, um eine chemische Bindung zu spalten.
Man bezeichnet die Spaltung eines Moleküls oder Ions AB in ungeladene oder geladene Untereinheiten A und B als Moleküldissoziation, die Umkehrung dieses Vorganges als Molekülassoziation.

## Dissoziation von Gasen und thermische Dissoziation
Die ersten Methoden zur Molmassenbestimmung basierten auf Dampfdichtemessungen. Es traten jedoch mitunter Abweichungen auf, dies führte zu gedanklichen Schlussfolgerungen, dass Moleküle in der Gasphase dissoziiert vorliegen müssen.
Geprägt wurde der Begriff Dissoziation im Jahr 1857 von Henri Étienne Sainte-Claire Deville. Bei der Bestimmung von Dampfdichten anorganischer und organischer Verbindungen stellten Cannizzaro, Kopp und Kekulé Abweichungen bezüglich der Molmassen in der Gasphase fest. Häufig war die Gasdichte geringer als erwartet.
Sainte-Claire Deville konnte beim Phosphorpentachlorid in der Gasphase eine geringere Dichte feststellen, gleichzeitig beobachtete er eine grünliche Färbung und schloss daraus, dass Phosphorpentachlorid in Chlor und Phosphortrichlorid zerfallen sein musste.
Pebal und Skraup konnten beim Erhitzen von Ammoniumchlorid in einem dünnen Rohr durch die unterschiedlichen Gasgeschwindigkeiten (Glasrohr mit Verengung zur Messung der Effusion, siehe Thomas Graham (Chemiker)) mit Lackmus nachweisen, dass das Ammoniumchlorid in der Gasphase in Ammoniak und Salzsäure dissoziiert.
Thermische Dissoziationen verlaufen in der Regel viel langsamer als elektrolytische Dissoziationen. Ein Beispiel für eine thermische Dissoziation bietet Distickstofftetroxid, das bei −10 °C in Form von farblosen Kristallen vorliegt. Beim Erwärmen dissoziiert das Molekül in das intensiv braunrot gefärbte Stickstoffdioxid:
{\displaystyle \mathrm {N_{2}O_{4}\ \rightleftharpoons \ 2\ NO_{2}} }.
Diese Reaktion ist reversibel. Beim Abkühlen entfärbt sich die Probe wegen der Rekombination zum Distickstofftetroxid wieder.
Dissoziationen treten besonders bei Makromolekülen schon bei relativ niedrigen Temperaturen auf.
Beim Erhitzen von Peroxiden oder Azoverbindungen, deren Bindungen schon bei etwa 150 °C thermisch dissoziieren, entstehen Radikale. Radikale können mit der Elektronenspinresonanz-Spektroskopie (ESR-Spektroskopie) bestimmt werden.

## Photochemische Dissoziation
Erfolgt die Dissoziation von Molekülen, nachdem diese durch Absorption von Licht in einen elektronisch angeregten Zustand übergegangen sind, so spricht man von photochemischer Dissoziation oder auch von Photolyse oder Photodissoziation. Photolyse ist ein wichtiger Aspekt der Atmosphärenchemie und hat präparative sowie industrielle Bedeutung.

## Elektrolytische Dissoziation
Die elektrolytische Dissoziation ist der reversible Zerfall einer chemischen Verbindung in Anionen und Kationen in einem Lösungsmittel (z. B. Salze in Wasser). Die Ionen sind anschließend von Lösungsmittel umgeben (solvatisiert) und dadurch frei beweglich, wodurch sich die elektrische Leitfähigkeit ergibt. Solche Lösungen werden Elektrolyte genannt.
Bei den sogenannten echten oder permanenten Elektrolyten sind die Ionen bereits im Festkörper (→Ionengitter) vorhanden. So liegen bei festem Kochsalz bereits im Gitter Na+ und Cl−-Ionen vor. Beim Auflösen des Salzes in Wasser bilden sich im Wasser nun freibewegliche Ionen. Bei der Dissoziation von Salzen in Ionen wird die recht hohe Gitterenergie des Kristalles durch Hydratisierungsenergie beim Lösungsvorgang aufgebraucht.
Bei den sogenannten potentiellen Elektrolyten liegen bei den Reinsubstanzen keine ionischen Bindungen vor. Als Reinsubstanz sind sie Nichtleiter.
Beim Einbringen dieser Reinsubstanzen (AB) in ein Lösungsmittel erfolgt die Bildung von Ionen durch eine chemische Reaktion zwischen Gelöstem und Lösungsmittel: {\displaystyle \mathrm {AB\ \rightleftharpoons \ A^{+}\ +\ B^{-}} }. Voraussetzung für eine solche Reaktion ist eine polare Bindung zwischen den Teilen A und B der Verbindung (AB) und ein polares Lösungsmittel. Wird beispielsweise reine Essigsäure in Wasser gegeben, bilden sich als Kationen {\displaystyle \mathrm {H_{3}O^{+}} } und als Anionen {\displaystyle \mathrm {H_{3}C{-}COO^{-}} }
{\displaystyle \mathrm {H_{3}C{-}COOH+H_{2}O\ \rightleftharpoons \ H_{3}C{-}COO^{-}\ +\ H_{3}O^{+}} }
Wird das Gas Chlorwasserstoff (HCl) in Wasser eingebracht, bildet sich eine elektrolytische Lösung, die Salzsäure genannt wird:
{\displaystyle \mathrm {H_{2}O\ +\ HCl\ \rightleftharpoons \ H_{3}O^{+}\ +\ Cl^{-}} }.
Wird das Gas Ammoniak (NH3) in Wasser eingebracht, bilden sich als Kationen {\displaystyle \mathrm {NH_{4}^{+}} } und als Anionen {\displaystyle \mathrm {OH^{-}} }:
{\displaystyle \mathrm {NH_{3}+H_{2}O\rightleftharpoons \ NH_{4}^{+}+OH^{-}} }
Die Gleichgewichtsreaktionen dieser Beispiele nennt man auch Protolyse. Dieses Verhalten führt zum sauren Charakter der Säuren (wie z. B. Essigsäure) und zum basischen Charakter der Basen (wie z. B. Ammoniak). Die elektrische Leitfähigkeit dieser Lösungen ist der experimentelle Nachweis der Bildung von freibeweglichen Anionen und Kationen.

## Dissoziation in der organischen Chemie
Auch in der organischen Chemie ist die Kenntnis der Dissoziation von großer Bedeutung.
Viele organische Reaktionen sind nur möglich, wenn Carbonsäuren, Hydroxygruppen als Anionen vorliegen, damit Stoffumsetzungen wie Alkylierungen ausgeführt werden können.
Hammet untersuchte die Dissoziation von organischen Basen und Carbonsäure in Wasser und verschiedenen Lösungsmitteln.
Die ersten Untersuchungen zur Bildung von Organometallverbindungen wurden von Conant und Wheland ausgeführt.
Im Jahr 1965 stellte dann Cram eine Aciditätsskala (MSAD-Skala) für verschiedene Kohlenwasserstoffmoleküle auf, E. M. Arnett hatte 1963 für Ester, Amide, Thiole, Amine, Phenole die Dissoziationskonstanten bestimmt.
Aufgrund dieser Aciditätsskalen können organische Chemiker leichter abschätzen, welche Base für eine Stoffumsetzung notwendig ist.